# Колібрі-смарагд вузькохвостий
Колі́брі-смара́гд вузькохвостий (Chlorostilbon stenurus) — вид серпокрильцеподібних птахів родини колібрієвих (Trochilidae). Мешкає в Колумбії і Венесуелі.

## Опис
Довжина самців становить 8,5-9 см, самиць 7,5-8 см, вага 3,2-3,6 г. У самців номінативного підвиду лоб і тім'я зелені, блискучі. Верхня частина тіла і надхвістя трав'янисто-зелені, блискучі. Нижня частина тіла і боки райдужно-зелені. Хвіст роздвоєний, темно-зелений. Крайні стернові пера дуже малі, мають форму стилета. Дзьоб короткий, прямий, чорний. Самці підвиду C. s. ignotus є меншими, ніж представники номінативного підвиду, верхня частина тіла у них більш жовтувато-зелена, хвіст у них більш тьмяний. темно-зелений.
У самиць тім'я темно-зелене з бірюзовим відтінком, верхня частина тіла і надхвістя темно-зелені. Підборіддя коричнювате, горло білувате, решта нижньої частини тіла більше темна. Хвіст роздвоєний, центральні стернові пера сині з металевим відблиском, наступні пера біля основи зелені, металево-блискучі, на кінці коричневі, кінчики у них білі, дві крайні пари стернових пер біля основи сірі, на кінці темно-сині, кінчики у них білі. За очима білі смуги. Дзьоб дещо вигутий. Забарвлення молодих птахів є подібне до забарвлення самиць.

## Підвиди
Виділяють два підвиди:
- C. s. stenurus (Cabanis & Heine, 1860) — Анди на північному сході Колумбії (Норте-де-Сантандер) і на північному заході Венесуели (гори Кордильєра-де-Мерида в штатах Трухільйо, Мерида, Тачира);
- C. s. ignotus Todd, 1942 — гори на північному сході Венесуели в штаті Лара, на схід від озера Маракайбо.

## Поширення і екологія
Вузькохвості колібрі-смарагди живуть у вологих гірських тропічних лісах, на узліссях і в чагарникових заростях, на висоті від 1000 до 3000 м над рівнем моря. Живляться нектаром квітучих рослин з родин вересових, маренових, геліконієвих і геснерієвих і з роду Inga, а також комахами, яких ловлять в польоті. Шукають їжу на висоті від 0,6 до 4 м над землею. Гніздяться у вересні-листопаді. Гніздо чашоподібне, робиться з моху і лишайників, розміщується на дереві або в чагарниках, на висоті 1-2 м над землею. В кладці 2 яйця. Інкубаційний період триває 15-16 днів, пташенята покидають гніздо через 20 днів після вилуплення.